# حي كاران
حي كاران (بالصومالية: Degmada Kaaraan)‏ إحدى مقاطعات محافظة بنادر جنوب الصومال، و أحد أقدم أحياء العاصمة الصومالية مقديشو، تحيط بها أحياء شيبس، وياقشيد، وعبد العزيز، وهوريوا ويطل على المحيط الهندي.
ينقسم حي كاران إلى ست مناطق فرعية:
- جيبوتي
- وجير
- فانولي
- نجيلي
- الجمهورية
- الأرجنتين.

أعيد افتتاح مكاتب مجلس بلدية المقاطعة عام 2013 بعد تعرضها للتدمير خلال معارك بين قوات الاتحاد الإفريقي وحركة الشباب الإرهابية.

## روابط خارجية
- مقاطعات الصومال
- الخريطة الإدارية لحي كاران